# Stjärnornas man
Stjärnornas man (italienska: L'uomo delle stelle) är en italiensk dramakomedi från 1995 i regi av Giuseppe Tornatore.

## Utmärkelser
Filmen vann Juryns stora pris vid Filmfestivalen i Venedig 1995.

## Roller (urval)
- Sergio Castellitto – Joe Morelli
- Tiziana Lodato – Beata
- Franco Scaldati – Mastropaolo
- Leopoldo Trieste – den stumme
- Clelia Rondinella – Annas mor
- Tano Cimarosa – farfar Bordonaro
- Nicola Di Pinto – tjänstemannen
- Salvatore Billa – prinsen
- Jane Alexander – prinsessan
- Leo Gullotta – Vito
- Tony Sperandeo – Primo Badalamenti